# The Huntington

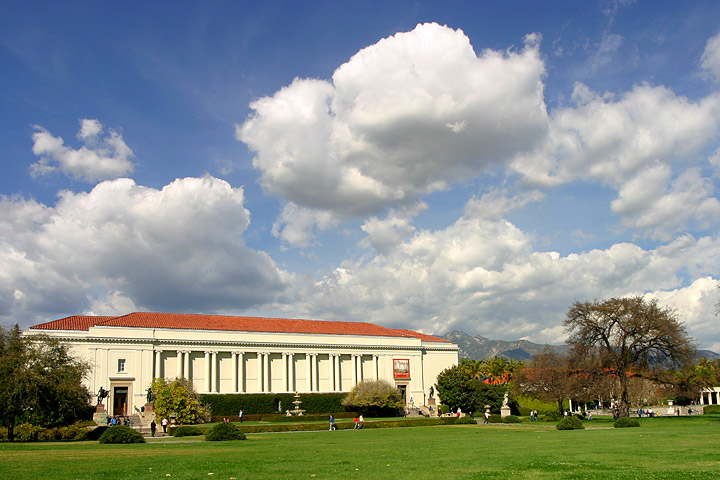
Huntington Library

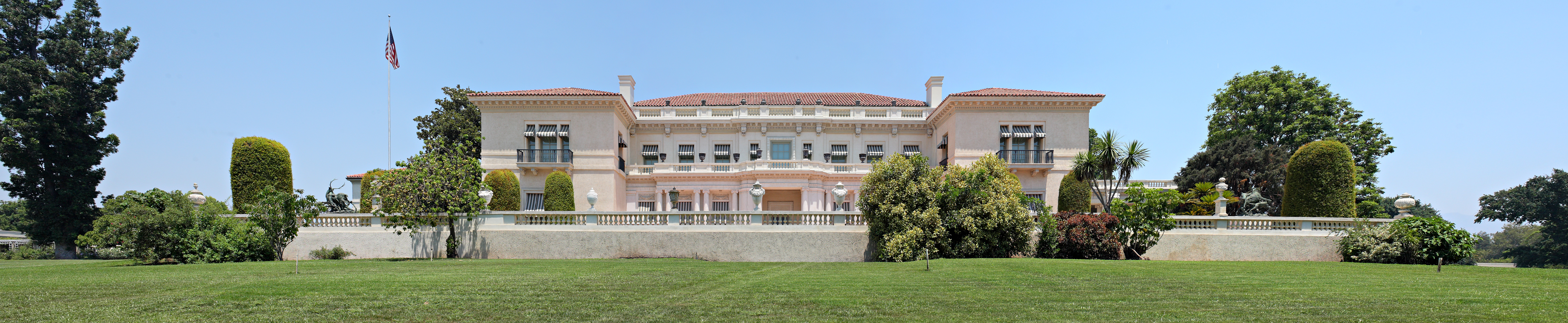
Huntington Art Collections

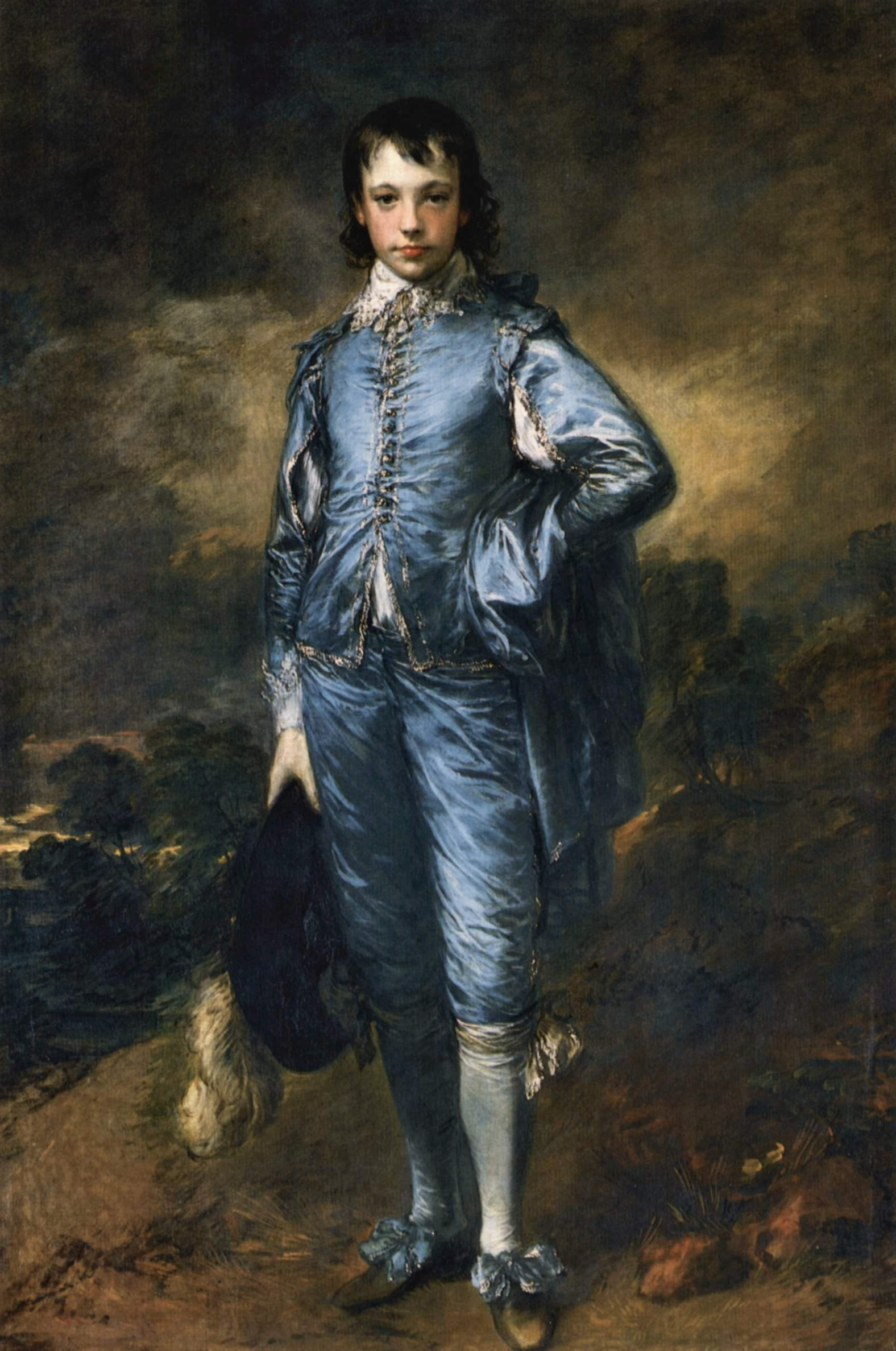
Thomas Gainsborough: The Blue Boy

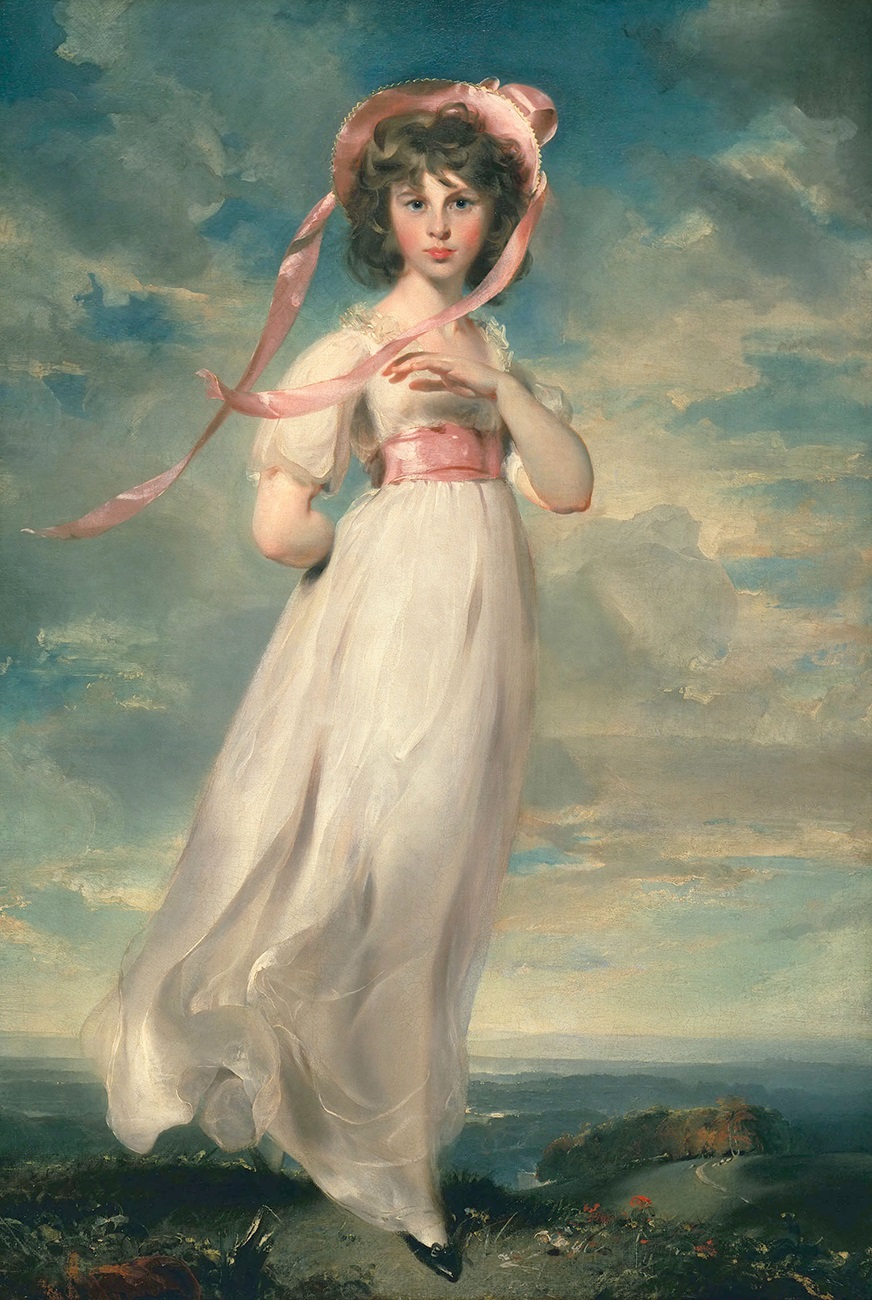
Thomas Lawrence: Pinkie

The Huntington (vollständiger Name The Huntington Library, Art Collections, and Botanical Garden, meist einfach Huntington Library genannt, im Deutschen auch Huntingtonbibliothek) ist eine Bildungs- und Forschungseinrichtung in San Marino bei Los Angeles, Kalifornien, die neben einer Bibliothek Kunstsammlungen und botanische Gärten umfasst. Sie wurde 1919 von dem Eisenbahnpionier Henry E. Huntington (1850–1927) und seiner Frau Arabella Huntington (1851–1924) gestiftet und 1928 eröffnet.

## Bibliothek
Die Bibliothek gilt als eine der bedeutendsten privaten Sammlungen weltweit. Sie enthält etwa 9 Millionen Einheiten, darunter 6 Millionen Manuskripte, 375.000 seltene Bücher und 500.000 Fotografien und Negative. Die Bibliothek steht Wissenschaftlern und Studenten zu Forschungszwecken offen. Teile der Sammlung werden in einer Dauer- und in Wechselausstellungen dem Publikum gezeigt.
Zu den wichtigsten Stücken der Bibliothek gehören das Ellesmere Manuskript der Canterbury Tales von Geoffrey Chaucer aus dem frühen 15. Jahrhundert (Signatur MS EL 26 C 9) und ein auf Pergament gedrucktes Exemplar der Gutenberg-Bibel.
Im Jahr 2006 übernahm die Huntington Library den Bestand der Burndy Library als Schenkung. Die Bibliothek, die zuvor am Massachusetts Institute of Technology angesiedelt war, hatte 1941 der Industrielle und Wissenschaftshistoriker Bern Dibner begründet. Sie umfasst rund 67.000 historische Originaltexte, überwiegend zur Technik- und Wissenschaftsgeschichte aus dem 18. und 19. Jahrhundert. Dafür wurde die Dibner Hall of the History of Science eingerichtet.

## Kunstsammlung
Der bedeutendste Teil der Kunstsammlung sind die Werke der englischen Portraitmalerei des 18. Jahrhunderts. Die bekanntesten Bilder darunter sind The Blue Boy von Thomas Gainsborough (1769/70) und Pinkie von Thomas Lawrence (1794), die gemeinsam in einem Raum gezeigt werden.
Die Sammlung ist in einem 1934 an das alte Privathaus der Huntingtons angebauten Galeriegebäude untergebracht. Die „Virginia Steele Scott Gallery of American Art“ im Westflügel umfasst amerikanische Gemälde zwischen 1730 und 1930, darunter Werke von John Singer Sargent und Mary Cassatt.

## Botanische Gärten
Auf einer Fläche von 42,5 Hektar des Grundstücks befinden sich verschiedene thematische Gärten, unter anderem ein Wüstengarten, ein subtropischer Garten, ein Palmengarten, ein Dschungelgarten, ein Japanischer Garten, ein Zengarten und ein Chinesischer Garten.